# 荣大为
荣大为（1949年8月—2020年9月7日）是一位中华人民共和国文物工作者。

## 生平
1949年出生于吉林省扶余县，曾任首都博物馆馆长，中国文化遗产研究院副院长。认为办好博物馆的关键是发挥好自身优势。